# Comitato Olimpico Libico
Il Comitato Olimpico Libico (noto anche come اللجنة الأولمبية الليبية in arabo) è un'organizzazione sportiva libica, nata nel 1962 a Tripoli, Libia.
Rappresenta questa nazione presso il Comitato Olimpico Internazionale (CIO) dal 1963 ed ha lo scopo di curare l'organizzazione ed il potenziamento dello sport in Libia e, in particolare, la preparazione degli atleti libici, per consentire loro la partecipazione ai Giochi olimpici. L'organizzazione è, inoltre, membro dell'Associazione dei Comitati Olimpici Nazionali d'Africa.
L'attuale presidente dell'associazione è Muhammad Gheddafi, mentre la carica di segretario generale è occupata da Marwan Kamel Maghur.